# Сан зимске ноћи
Сан зимске ноћи је српски филм из 2004. године, који је режирао Горан Паскаљевић.
Филм је био српски кандидат за награду Оскар за најбољи филм ван енглеског говорног подручја за 2005. годину. 

## Радња
Радња филма описује Лазара, који, после десет година проведених у затвору, затиче у свом стану избеглице из БиХ — самохрану мајку Јасну са аутистичном девојчицом Јованом. Пошто је повратио своју слободу, он одлучује да се ослободи тешког терета своје прошлости и да започне нов живот у земљи која такође окреће нов лист у жељи за бољом будућношћу.
Јасну је напустио муж, који никада није могао да се помири са чињеницом да му је ћерка аутистична. Она такође тражи начин да почне нов живот и остави тешку прошлост иза себе. Како Јасна и Јована немају други дом, Лазар нема срца да од њих тражи да напусте његов стан. Ове три особе на маргини живота ускоро ће развити далеко присније односе.

## О филму
Паскаљевић се бави болном тематиком наше савремене стварности и последицама протеклих ратних збивања на разне људске судбине. Реч је о суровом суочавању са истинама свих оних који их узалудно потискују из своје свести, а које, у овом или оном облику, непрестано немилосрдно излазе на површину.
Јунаци ове дубоке људске драме у чијем је фокусу дванаестогодишња аутистична девојчица избеглица из Босне јесу губитници. Мучнина и бол су главне емоције, а филм носи глобалну метафору о аутизму овог простора и његових житеља.
Аутистична девојчица Јована из филма је Јована Митић из Качарева. Она је и у стварном животу аутистична особа, што је први случај такве врсте у светској историји дугометражног играног филма.

## Награде
- Гран при жирија на 52. филмском фестивалу у Сан Себастијану